# Bogdan Mihajličenko
Bogdan Vasiljovič Mihajličenko (ukrajinski: Богдан Васильович Михайліченко; Borispilj, 21. ožujka 1997.) ukrajinski je nogometaš koji igra na poziciji lijevog beka. Trenutačno igra za ukrajinski klub Polissja Žitomir.

## Klupska karijera

### Rana karijera
Tijekom svoje omladinske karijere igrao je za ukrajinske klubove Knjaža Ščaslive i Dinamo Kijev.

### Dinamo Kijev
Za prvu momčad kijevskog Dinama debitirao je 8. travnja 2015. u kupu protiv Zorje koja je poražena 2:0. U Premier ligi debitirao je 24. svibnja protiv kluba Karpati Lavov koji je izgubio susret s minimalnih 0:1. Te dvije utakmice bile su jedine dvije službene utakmice u kojima je Mihajličenko igrao za Dinamo Kijev.

### Stalj Kamjanske (posudba)
Tijekom druge polovice 2017. Mihajličenko je bio posuđen ukrajinskom klubu Stalj Kamjanske. Za Stalj Kamjanske debitirao je 16. srpnja 2017. u utakmici Premier lige u kojoj je Zorja Luhansk poražena 0:1.

### Zorja Luhansk
Mihajličenko je u sezoni 2018./19. bio posuđen Zorji, a u idućoj je sezoni potpisao ugovor s njom.

### Anderlecht
Dana 3. kolovoza 2020. Mihajličenko je predstavljen kao novi igrač Anderlechta. Za Anderlecht je debitirao trinaest dana kasnije u ligaškoj utakmici kada je postigao gol protiv kluba Sint-Truidense V.V. kojeg je Anderlecht dobio 3:1.

### Šahtar Donjeck (posudba)
Dana 27. srpnja 2022. Anderlecht je objavio da je posudio Mihajličenka do kraja sezone uz mogućnost otkupa. Za Šahtar Donjeck debitirao je 23. kolovoza u ligaškoj utakmici bez golova protiv kluba Metalist 1925 Harkov. Za Šahtar je u UEFA Ligi prvaka debitirao je 5. kolovoza protiv madridskog Reala koji je pobijedio Šahtar 2:1 te je Mihajličenko postigao asistenciju. Šest dana kasnije Mihajličenko je ponovno postigao asistenciju u utakmici grupne faze protiv Reala. Ovaj put utakmica je završila 1:1. Svoj prvi ligaški pogodak postigao je 29. listopada kada je Šahtar u ligi igrao 2:2 s Oleksandrijom.

### Dinamo Zagreb
Dana 24. srpnja prešao je iz Anderlechta u Dinamo Zagreb. Time je postao prvi ukrajinski igrač u povijesti Dinama. Za Dinamo je debitirao idući dan u kvalifikacijskoj utakmici UEFA Lige prvaka 2023./24. u kojoj je Astana poražena 4:0. U HNL-u je debitirao 29. srpnja kada je Istra 1961 poražena 0:3. Dana 21. rujna u utakmici grupne faze UEFA Europske konferencijske lige 2023./24. protiv Astane koju je Dinamo dobio 5:1, Mihajličenko je postigao dvije asistencije.

### Polissja Žitomir
Iz Dinama je 25. siječnja 2024. prešao u ukrajinski klub Polissja Žitomir s kojim je potpisao ugovor do 2026.

## Reprezentativna karijera
Mihajličenko je nastupao za sve omladinske selekcije Ukrajine od 17 do 21 godine. Za A selekciju debitirao je te pritom asistirao 3. rujna 2020. u utakmici UEFA Lige nacija 2020./21. u kojoj je Ukrajina dobila Švicarsku 2:1.

## Priznanja

### Klupska
Dinamo Kijev
- Ukrajinska Premier liga (1): 2014./15.
- Ukrajinski nogometni kup (1): 2014./15.

Šahtar Donjeck
- Ukrajinska Premier liga (1): 2022./23.

Dinamo Zagreb
- HNL (1): 2023./24.
- Hrvatski nogometni kup (1): 2023./24.

## Vanjske poveznice
- Profil, Transfermarkt